# Make It Sick
Make It Sick ist das am 15. November 2012 erschienene zweite Studioalbum der australischen Hard-Rock-Band Babyjane.

## Entstehung
Im Jahr 2009 spielte Babyjane im Vorprogramm einer Australien-Tournee von Sebastian Bach und erhielt in der Folge einen Plattenvertrag. Das Debütalbum der Gruppe, Are You Listening war unter Mitarbeit des deutschen Produzenten Michael Wagener entstanden, der für die Tonmischung verantwortlich zeichnete.
Für das zweite Album der Gruppe, Make It Sick, fungierte Wagener als Produzent. Als Gastmusiker wurde der US-amerikanische Sänger John Corabi (Union, The Scream) gewonnen, der den Titelsong mit der Band aufnahm. Dieses Lied ist auf der deutschen Ausgabe der CD zusätzlich in einer von Babyjane-Sänger Andy Smith aufgenommenen Version als Bonustrack enthalten.

## Titelliste
Alle Titel geschrieben von John Gerasolo, Paul Judge, Nik Katsaros und Andy Smith.
1. 2:34 – Make It Sick [feat. John Corabi]
2. 2:47 – She’s Just A Liar
3. 3:50 – New York Queen/London Whore
4. 3:53 – Nu-Sonic Plague
5. 4:42 – Bad Woman
6. 2:49 – Ruby Roulette
7. 4:04 – Bittersweet
8. 2:05 – Fakin’ It
9. 4:17 – Underground Detention
10. 3:10 – Somebody Up There Hates Me
11. 0:53 – Bleeding Eyes
12. 2:34 – Make It Sick (Bonustrack) [feat. Andy Smith]